# Jeremy Sumpter
Jeremy Robert Myron Sumpter (Monterey, Califórnia, 5 de fevereiro de 1989) é um ator norte-americano, conhecido pela versão de 2003 do filme Peter Pan.

## Biografia
Filho de Sandra e Gary Sumpter, Jeremy tem duas irmãs, sua irmã gêmea Jessica e a mais nova Jennifer (Gigi) que também é atriz. Também tem um irmão chamado Travis que está na faculdade. Jeremy nasceu na Califórnia, mas foi criado em Mount Sterling, Kentucky onde viveu até os onze anos de idade. Quando se mudou para Lexington, Kentucky em 2000, ele ganhou o concurso IMTA's Pre-Teen de modelo do ano e conheceu seu empresário, Mark Robert, com quem assinou contrato. Logo depois, Jeremy e a família se mudaram para Los Angeles, Califórnia.
Jeremy é primo do também ator e ídolo teen Zac Efron. Ele já esteve em Londres, Paris, Tokyo, Cidade do México, Toronto e já passou onze meses na Austrália, também já percorreu várias cidades dos Estados Unidos

### Carreira
Jeremy começou nos cinemas filmando No Calor do Verão e Apenas Um Sonho. Mas foi no filme, A Mão do Diabo, no qual ele interpretou o jovem "Adam Meeks", contracenando com Bill Paxton e Matthew O'Leary, que realmente passou a ser notado. Sumpter aos 14 anos de idade, foi escolhido para o papel de Peter Pan, filme que estreou nos cinemas no dia de Natal. Durante as filmagens ele cresceu e isso exigiu um certo esforço da equipe para fazer com que no filme ele parecesse menor. Sumpter fez praticamente todas as cenas do filme. Para se preparar, para o papel, ele praticava esgrima cinco horas por dia, além de fazer ginástica e levantamento de pesos, ele completava seu treinamento com críquete e surf. Em setembro de 2004, Jeremy estreou na CBS na série Clubhouse. Sumpter passou o verão de 2005, no Oregon filmando a comédia The Sasquatch Dumpling Gang, que foi liberada em novembro de 2007. Em abril de 2005 foi para Toronto filmar Cyber Seduction: His Secret Life. O filme foi lançado em junho de 2005. Jeremy fez o filme independente Um Crime Americano, onde interpretava Coy Hubbard. Também apareceu em um episódio de CSI Miami como o namorado de uma menina cujos pais são assassinados. Atuou no filme Calvin Marshall no qual desempenha o papel de "Caselli" e também aparece no filme Prep School de 2009. Sumpter interpreta "JD McCoy" em Friday Night Lights, que foi exibido na DirecTV no outono passado.

## Filmografia
| Filmes | Filmes                           | Filmes                           | Filmes                    |
| Ano    | Título Original                  | Título (Brasil)                  | Papel                     |
| ------ | -------------------------------- | -------------------------------- | ------------------------- |
| 2001   | Murphy's Dozen                   | Murphy's Dozen                   | Sean (para TV)            |
| 2001   | Frailty                          | A Mão do Diabo                   | Adam (jovem)              |
| 2002   | Local Boys                       | No Calor do Verão                | Skeet Dobson              |
| 2002   | Just a Dream                     | Apenas Um Sonho                  | Henry Sturbuck            |
| 2003   | Peter Pan                        | Peter Pan                        | Peter Pan                 |
| 2005   | Cyber Seduction: His Secret Life | Cyber Seduction: His Secret Life | Justin Petersen (para TV) |
| 2006   | The Sasquatch Gang               | Em Busca do Pé-Grande            | Gavin Gore                |
| 2007   | An American Crime                | Um Crime Americano               | Coy Hubbard               |
| 2009   | Calvin Marshall                  | Calvin Marshall                  | Caselli                   |
| 2010   | You're So Cupid!                 | Cupido - A Magia do Amor         | Connor                    |
| 2010   | Death and Cremation              | O Crematório                     | Jarod Leary               |
| 2011   | Soul Surfer                      | Soul Surfer - Coragem de Viver   | Byron                     |
| 2012   | Excision                         | Excision                         | Adam                      |
| 2014   | Into The Storm                   | No Olho do Tornado               | Jacob Hodges              |
| 2016   | Billionaire Ransom               | Sequestro na ilha                | Hartmann                  |

## Séries
| Ano       | Título              | Papel         | Episódios    |
| --------- | ------------------- | ------------- | ------------ |
| 2001      | Raising Dad         | Henry         | 1 episódio   |
| 2001      | ER                  | Nathan        | 1 episódio   |
| 2002      | Strong Medicine     | Randy         | 1 episódio   |
| 2004-2005 | Clubhouse           | Pete Young    | 11 episódios |
| 2007      | CSI: Miami          | Zach Griffith | 1 episódio   |
| 2008-2010 | Friday Night Lights | J.D. McCoy    | 20 episódios |

## Prêmios e Indicações
| Prêmios | Prêmios   | Prêmios             | Prêmios                     | Prêmios                          |
| Ano     | Resultado | Premiação           | Categoria                   | Título                           |
| ------- | --------- | ------------------- | --------------------------- | -------------------------------- |
| 2003    | Venceu    | Young Artist Awards | Melhor Jovem Ator Principal | Apenas Um Sonho                  |
| 2003    | Indicado  | Saturn Awards       | Melhor Ator Jovem           | A Mão do Diabo                   |
| 2004    | Venceu    | Young Artist Awards | Melhor Ator Jovem           | Peter Pan                        |
| 2004    | Indicado  | PFCS Awards         | Melhor Ator                 | Peter Pan                        |
| 2004    | Venceu    | Saturn Awards       | Melhor Ator                 | Peter Pan                        |
| 2006    | Indicado  | Young Artist Awards | Melhor Ator                 | Cyber Seduction: His Secret Life |

## Ligações Externas
- Jeremy Sumpter. no IMDb.
- «Página Oficial» (em inglês)
- «Página no MySpace» (em inglês)
- «Twitter Oficial» (em inglês)